# Golf van Paria

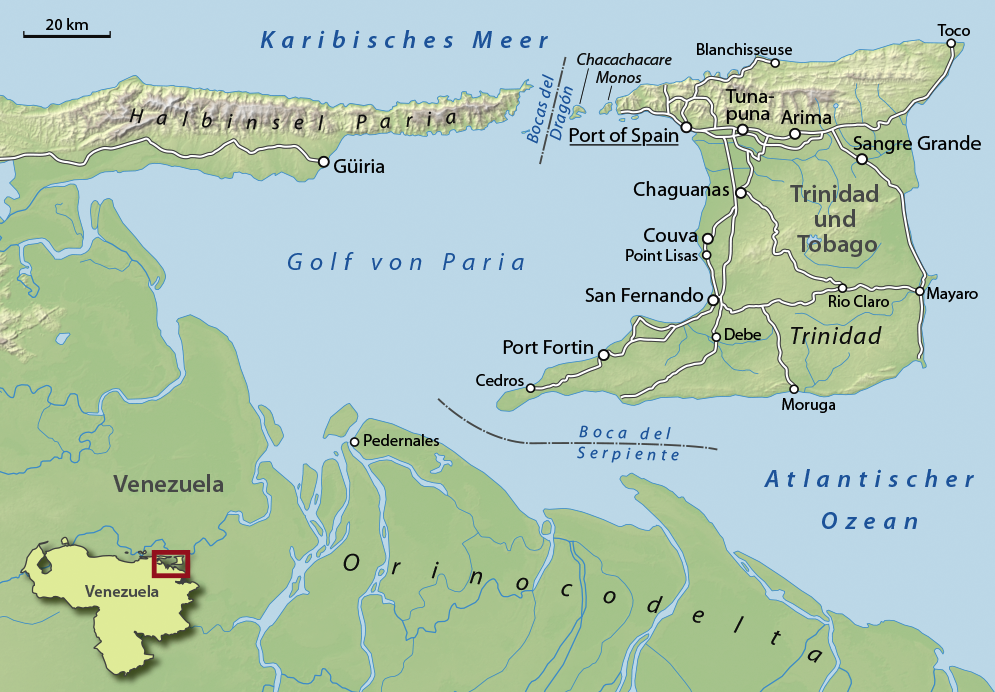
Golf van Paria, westelijk van Trinidad

De Golf van Paria (Golfo de Paria in het Spaans) is een ondiepe baai tussen het eiland Trinidad en de oostkust van Venezuela. Hij wordt algemeen beschouwd als de beste natuurlijke haven in de Atlantische Oceaan aan de Amerikaanse zijde. De baai werd door Columbus de Golfo de la Ballena (Golf van de Walvis) genoemd, maar walvisjacht zorgde voor het wegtrekken van de walvissen uit het gebied.
De Golf van Paria is met de Caraïbische Zee in het noorden verbonden door de Boca del Dragón (Drakenmond) tussen het schiereiland Paria van Venezuela en het schiereiland (en stad) Chaguaramas. In het zuiden wordt de baai begrensd door het Colombuskanaal en de Boca del Serpiente (Slangenmond) tussen het Cedros schiereiland en de Orinocodelta.
De Golf van Paria is gevuld met brak water. Mangrovewouden langs de kusten zijn belangrijke habitats voor onvervangbare diersoorten, en de vissen in het gebied zijn erg belangrijk voor de visserij in de omgeving. In de baai zelf wordt veel gevist. Belangrijke havens aan de baai zijn die van Port of Spain en Point Lisas in Trinidad, en de haven van Pedernales in Venezuela.